# Ndèye Fatou Soumah
Pour les articles homonymes, voir Soumah.
Ndèye Fatou Soumah, née le 6 avril 1986 à Saint-Louis, est une sprinteuse sénégalaise, spécialiste du 200 mètres et du 400 mètres. Elle a notamment participé aux Jeux olympiques d'été de 2012 sur le 200 mètres,.

## Carrière sportive
- Championnats d'Afrique 2008
  - 4 × 400 mètres : 3 min 38 s 42, 3e
- Universiade d'été de 2009
  - 4 × 400 mètres : 3 min 36 s 33, 3e
- Jeux de la Francophonie 2009
  - 400 mètres : 53 s 21, 3e
  - 4 × 400 mètres : 3 min 36 s 27, 2e
- Championnats d'Afrique 2010
  - 4 × 400 mètres : 3 min 35 s 55, 3e
- Championnats du monde 2011
  - 400 mètres : demi-finaliste
- 'Jeux africains de 2011{
  - 4 x 400 mètres : 3 min 32 s 21, 2e
- Championnats d'Afrique 2012
  - 4 × 400 mètres : 3 min 31 s 64, 3e
- Jeux olympiques d'été de 2012
  - 200 mètres : série (23 s 89, 45e)